# Мартін Сіннер
Мартін Сіннер (нім. Martin Sinner; нар. 7 лютого 1968) — колишній німецький тенісист.
Найвищу одиночну позицію світового рейтингу — 42 місце досяг 15 травня 1995, парну — 82 місце — 22 травня 1989 року.
Здобув 2 одиночні та 8 парних титулів.
Найвищим досягненням на турнірах Великого шолома було 2 коло в одиночному та парному розрядах.

## Фінали турнірів ATP за кар'єру

### Одиночний розряд: 2 (2 перемоги)
| Легенда                       |
| ----------------------------- |
| Турніри Великого шолома (0–0) |
| Серія ATP Мастерс 1000 (0–0)  |
| Серія ATP 500 (0–0)           |
| Серія ATP 250 (2–0)           |

| Фінали за покриттям |
| ------------------- |
| Тверде (1–0)        |
| Ґрунт (0–0)         |
| Трава (0–0)         |
| Килим (1–0)         |

| Фінали за типом корту |
| --------------------- |
| Відкритий корт (1–0)  |
| Закритий корт (1–0)   |

| Результат | В-П | Дата     | Турнір            | Рівень        | Покриття  | Суперник           | Рахунок                  |
| --------- | --- | -------- | ----------------- | ------------- | --------- | ------------------ | ------------------------ |
| Перемога  | 1–0 | Бер 1995 | Копенгаген, Данія | Світова серія | Килим (i) | Андрій Ольховський | 6–7(3–7), 7–6(10–8), 6–3 |
| Перемога  | 2–0 | Кві 1995 | Йоганнесбург, ПАР | Світова серія | Тверде    | Гійом Рау          | 6–1, 6–4                 |

### Парний розряд: 1 (поразка)
| Легенда                       |
| ----------------------------- |
| Турніри Великого шолома (0–0) |
| Серія ATP Мастерс 1000 (0–0)  |
| Серія ATP 500 (0–0)           |
| Серія ATP 250 (0–1)           |

| Фінали за покриттям |
| ------------------- |
| Тверде (0–1)        |
| Ґрунт (0–0)         |
| Трава (0–0)         |
| Килим (0–0)         |

| Фінали за типом корту |
| --------------------- |
| Відкритий корт (0–1)  |
| Закритий корт (0–0)   |

| Результат | В-П | Дата     | Турнір                 | Рівень        | Покриття | Партнер      | Суперники                 | Рахунок       |
| --------- | --- | -------- | ---------------------- | ------------- | -------- | ------------ | ------------------------- | ------------- |
| Поразка   | 0–1 | Кві 1995 | Johannesburg Open, ПАР | Світова серія | Тверде   | Йост Віннінк | Родольф Жільбер Гійом Рау | 4–6, 6–3, 3–6 |

## Фінали ATP Челленджер і ITF Ф'ючерс

### Одиночний розряд: 10 (5–5)
| Легенда              |
| -------------------- |
| ATP Челленджер (5–5) |
| ITF Ф'ючерс (0–0)    |

| Фінали за покриттям |
| ------------------- |
| Тверде (1–1)        |
| Ґрунт (3–2)         |
| Трава (0–0)         |
| Килим (1–2)         |

| Результат | В-П | Дата     | Турнір                 | Рівень     | Покриття  | Суперник                 | Рахунок       |
| --------- | --- | -------- | ---------------------- | ---------- | --------- | ------------------------ | ------------- |
| Перемога  | 1–0 | Кві 1990 | Преторія, ПАР          | Челленджер | Тверде    | Вейн Феррейра            | 6–4, 6–4      |
| Перемога  | 2–0 | Лип 1990 | Ганко, Фінляндія       | Челленджер | Ґрунт     | Андрій Ольховський       | 6–3, 6–3      |
| Поразка   | 2–1 | Чер 1991 | Зальцбург, Австрія     | Челленджер | Ґрунт     | Маркус Ракль             | 6–1, 3–6, 4–6 |
| Поразка   | 2–2 | Лип 1992 | Оберштауфен, Німеччина | Челленджер | Ґрунт     | Массімо Валері           | 3–6, 3–6      |
| Поразка   | 2–3 | Тра 1994 | Сліма, Мальта          | Челленджер | Тверде    | Гендрік-Ян Давідс        | 4–6, 6–7      |
| Перемога  | 3–3 | Чер 1994 | Софія, Болгарія        | Челленджер | Ґрунт     | Алехандро Арамбуру Акуна | 6–2, 7–5      |
| Перемога  | 4–3 | Лип 1994 | Монтобан, Франція      | Челленджер | Ґрунт     | П'єр Готьє               | 7–6, 6–2      |
| Поразка   | 4–4 | Лют 1995 | Вольфсбург, Німеччина  | Челленджер | Килим (i) | Давід Пріносіл           | 4–6, 6–7      |
| Поразка   | 4–5 | Бер 1995 | Гамбург, Німеччина     | Челленджер | Килим (i) | Давід Пріносіл           | 1–6, 4–6      |
| Перемога  | 5–5 | Лют 1998 | Гайльбронн, Німеччина  | Челленджер | Килим (i) | Джанлука Поцці           | 6–0, 3–6, 6–3 |

### Парний розряд: 13 (8–5)
| Легенда              |
| -------------------- |
| ATP Челленджер (8–5) |
| ITF Ф'ючерс (0–0)    |

| Фінали за покриттям |
| ------------------- |
| Тверде (1–0)        |
| Ґрунт (2–3)         |
| Трава (0–0)         |
| Килим (5–2)         |

| Результат | В-П | Дата     | Турнір                            | Рівень     | Покриття  | Партнер         | Суперники                           | Рахунок            |
| --------- | --- | -------- | --------------------------------- | ---------- | --------- | --------------- | ----------------------------------- | ------------------ |
| Перемога  | 1–0 | Бер 1988 | Фюрт, Німеччина                   | Челленджер | Килим (i) | Міхаель Штіх    | Войцех Ковальський Адріан Марку     | 4–6, 6–3, 7–6      |
| Перемога  | 2–0 | Бер 1989 | Гайльбронн, Німеччина             | Челленджер | Килим (i) | Міхаель Штіх    | Георге Косак Адріан Марку           | 4–6, 6–4, 7–6      |
| Перемога  | 3–0 | Тра 1989 | Зальцбург, Австрія                | Челленджер | Ґрунт     | Міхаель Штіх    | Бретт Кастер Саймон Юл              | без гри            |
| Поразка   | 3–1 | Лют 1990 | Телфорд (Англія), Велика Британія | Челленджер | Килим (i) | Расселл Барлоу  | Нік Браун Ніколас Фулвуд            | 4–6, 5–7           |
| Поразка   | 3–2 | Лип 1990 | Турин, Італія                     | Челленджер | Ґрунт     | Хрістер Альґорд | Ніл Борвік Ніколас Фулвуд           | 2–6, 6–3, 2–6      |
| Поразка   | 3–3 | Чер 1991 | Зальцбург, Австрія                | Челленджер | Ґрунт     | Брюс Дерлін     | Йохан Карлссон Давід Енгель         | 6–7, 2–6           |
| Перемога  | 4–3 | Тра 1994 | Мумбай, Індія                     | Челленджер | Тверде    | Мартін Цумпфт   | Саша Нензель Торбен Тайне           | 6–1, 6–4           |
| Перемога  | 5–3 | Лип 1994 | Монтобан, Франція                 | Челленджер | Ґрунт     | Йост Віннінк    | Нікола Бруно Отавіу Делла           | 7–5, 6–3           |
| Поразка   | 5–4 | Чер 1995 | Гайльбронн, Німеччина             | Челленджер | Килим (i) | Йост Віннінк    | Саша Хіршзон Горан Іванишевич       | 4–6, 4–6           |
| Перемога  | 6–4 | Лют 1995 | Вольфсбург, Німеччина             | Челленджер | Килим (i) | Йост Віннінк    | Дірк Діер Ларс Кословскі            | 7–5, 6–3           |
| Перемога  | 7–4 | Бер 1995 | Гамбург, Німеччина                | Челленджер | Килим (i) | Давід Пріносіл  | Клінтон Феррейра Александар Кітінов | 6–2, 6–3           |
| Поразка   | 7–5 | Лип 1997 | Фюрт, Німеччина                   | Челленджер | Ґрунт     | Йост Віннінк    | Брендон Коуп Паул Роснер            | 5–7, 3–6           |
| Перемога  | 8–5 | Лют 2000 | Вольфсбург, Німеччина             | Челленджер | Килим (i) | Ян-Ральф Брандт | Томаш Цибулець Леош Фридль          | 7–5, 3–6, 7–6(9–7) |

## Досягнення
| W | Ф | ПФ | ЧФ | #Р | КТ | К# | DNQ | A | NH |

### Одиночний розряд
| Турніри Великого шлему                 |     |     |     |     |     |     |     |     |     |     |     |     |       |     |     |
| Відкритий чемпіонат Австралії з тенісу | К3р |     | 1р  |     |     |     |     | 2р  | К3р |     |     |     | 0 / 2 | 1–2 | 33% |
| Відкритий чемпіонат Франції з тенісу   |     |     |     |     |     |     | 1р  |     |     | 1р  |     |     | 0 / 2 | 0–2 | 0%  |
| Вімблдонський турнір                   |     |     |     |     |     | К1р | 1р  |     | 1р  | 1р  |     |     | 0 / 3 | 0–3 | 0%  |
| Відкритий чемпіонат США з тенісу       |     |     |     |     |     |     | 1р  | К3р |     |     |     |     | 0 / 1 | 0–1 | 0%  |
| В-П                                    | 0–0 | 0–0 | 0–1 | 0–0 | 0–0 | 0–0 | 0–3 | 1–1 | 0–1 | 0–2 | 0–0 | 0–0 | 0 / 8 | 1–8 | 11% |
| Тур ATP Мастерс 1000                   |     |     |     |     |     |     |     |     |     |     |     |     |       |     |     |
| Індіан-Веллс                           |     |     |     |     |     | К3р |     |     |     |     |     |     | 0 / 0 | 0–0 | –   |
| Відкритий чемпіонат Маямі з тенісу     |     |     |     |     |     | К2р |     |     |     |     |     |     | 0 / 0 | 0–0 | –   |
| Монте-Карло                            |     |     |     |     |     | К1р |     |     |     | К1р |     |     | 0 / 0 | 0–0 | –   |
| Гамбург                                |     |     |     |     |     |     | 1р  |     | К2р | 1р  |     | К1р | 0 / 2 | 0–2 | 0%  |
| Рим                                    |     |     |     |     |     |     | 1р  |     | К2р | К1р |     |     | 0 / 1 | 0–1 | 0%  |
| Париж                                  |     |     |     |     |     |     | 1р  |     | К1р |     |     |     | 0 / 1 | 0–1 | 0%  |
| В-П                                    | 0–0 | 0–0 | 0–0 | 0–0 | 0–0 | 0–0 | 0–3 | 0–0 | 0–0 | 0–1 | 0–0 | 0–0 | 0 / 4 | 0–4 | 0%  |